# Verkrachting binnen het huwelijk

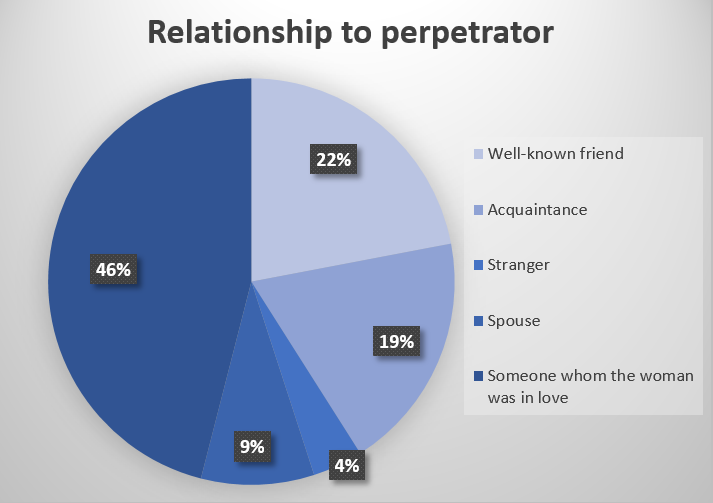
Volgens een onderzoek geciteerd door Gary F. Kelly (2011) werd 9% van vrouwelijke slachtoffers verkracht door haar echtgenoot.

Verkrachting binnen het huwelijk, ook wel echtelijke verkrachting of huwelijkse verkrachting genoemd, is het ongewenst seksueel binnendringen van het lichaam van een persoon door diens echtgenoot of echtgenote. Het is zowel een vorm van huiselijk geweld als van seksueel misbruik. Hoewel historisch gezien het hebben van geslachtsgemeenschap binnen het huwelijk als het recht van iemands huwelijkspartner werd beschouwd, wordt heden ten dage het verrichten van de daad zonder de toestemming van de huwelijkspartner over het algemeen gezien als immoreel en een misdaad. Het wordt in de meeste landen ter wereld bij wet erkend als verkrachting, als verwerpelijk beschouwd in internationale verdragen en in toenemende mate als misdaad bestempeld.

## Achtergrond
Verkrachting binnen het huwelijk wordt vooral ondergaan door vrouwen, maar niet uitsluitend. Vaak is het een vorm van terugkerend geweld die het slachtoffer meerdere keren ondergaat binnen de context van huiselijk geweld. De weifeling om huwelijkse verkrachting te verbieden en vervolgen wordt toegeschreven aan traditionele opvattingen over het (hetero-)huwelijk, interpretaties van religieuze doctrines, ideeën over mannelijke en vrouwelijke seksualiteit en culturele verwachtingen ten aanzien van de onderwerping van de vrouw aan haar man (de zogeheten 'huwelijksplicht') — opvattingen die in verschillende delen van de wereld nog steeds veel voorkomen. Deze opvattingen over het huwelijk en seksualiteit werden in de meeste westerse landen vanaf de jaren 1960 en 1970 steeds meer bekritiseerd door met name de tweede feministische golf en leidde tot een erkenning van het zelfbeschikkingsrecht van de vrouw van allerlei zaken betreffende haar lichaam en de verwerping van het idee dat, hoewel verkrachting buiten het huwelijk onrechtvaardig is, verkrachting binnen het huwelijk gerechtvaardigd kan worden.

## Verbod

Verkrachting binnen het huwelijk verboden
Verkrachting binnen het huwelijk niet verboden
'Verkrachting binnen het huwelijk' niet verboden, maar gedwongen seks binnen het huwelijk wel strafbaar
Wettelijke situatie onduidelijk

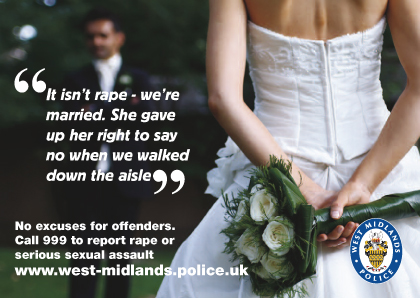
Getrouwd zijn is 'geen excuus' voor verkrachting (campagneposter politie West Midlands 2012).

Voor de jaren 1970 waren er zeer weinig rechtsstelsels waarbinnen het mogelijk was om echtelijke verkrachting te vervolgen. Daarin is grote verandering opgetreden door actieve campagnes van vrouwenrechtenactivisten, waarna de meeste landen vanaf het einde van de 20e eeuw verkrachting binnen het huwelijk bij wet hebben verboden.
Volgens een rapport van Equality Now (link naar Wikipedia in het Engels) uit 2017 waren er van de 82 bestudeerde jurisdicties nog 10 landen waarin verkrachting binnen het huwelijk legaal was: Ghana, India, Indonesië (mogelijk gedekt door een wet tegen huiselijk geweld uit 2004, maar niet opgenomen in het strafwetboek), Jordanië (alleen anale en orale verkrachting van een echtgenote is verboden), Lesotho, Nigeria, Oman, Singapore, Sri Lanka en Tanzania. Het rapport voegde eraan toe dat de wet van Thailand de daad ongestraft kan laten of verminderd straffen, vooral als de relatie wordt voortgezet.
De criminalisering in de landen waar verkrachting binnen het huwelijk verboden is, gebeurde op verschillende manieren, waaronder door het verwijderen van de wettelijke uitzondering ervan in definities van verkrachting, via gerechtelijke uitspraken, door expliciete verwijzingen in wetgeving die voorkomen dat het huwelijk kan worden gebruikt als verdediging, of door het vastleggen van huwelijkse verkrachting als een specifieke misdaad. In veel landen is het rond 2018 nog steeds onduidelijk of verkrachting binnen het huwelijk valt onder algemene wetten tegen verkrachting. In sommige landen kan het ook vallen onder algemene wetten tegen geweld zoals mishandeling.

### België
Tot 1989 was de Belgische definitie van verkrachting: "het hebben van normale, doch niet geoorloofde geslachtsgemeenschap met een vrouw die zich daartegen verzet of er niet geldig in toestemt". De "normale geslachtsgemeenschap" sloeg op heteroseksuele geslachtsgemeenschap. Andere seksuele handelingen vielen dus niet onder de definitie. Bovendien konden volgens deze definitie enkel vrouwen verkracht worden, maar verkrachting binnen het huwelijk werd niet erkend was niet strafbaar volgens deze definitie. Pas met de verruiming van de definitie van verkrachting naar "Verkrachting is elke daad van seksuele penetratie van welke aard en met welk middel ook, gepleegd op een persoon die daar niet in toestemt." werd ook echtelijke verkrachting erkend en strafbaar.

### Nederland
In Nederland is in 1991 de wet aangepast, de definitie van verkrachting, zoals opgenomen in artikel 242 van het Wetboek van Strafrecht, is verruimd. Verkrachting binnen het huwelijk (toentertijd in Nederland nog uitsluitend een heteroseksueel instituut, zie Homohuwelijk) wordt sindsdien hetzelfde behandeld als verkrachting in andere gevallen.

De oude tekst luidde: 
Hij die door geweld of bedreiging met geweld een vrouw dwingt met hem buiten echt vleselijke gemeenschap te hebben, wordt als schuldig aan verkrachting gestraft met gevangenisstraf van ten hoogste twaalf jaren of geldboete van de vijfde categorie.
De tekst sinds 1991 luidt:
Hij die door geweld of een andere feitelijkheid of bedreiging met geweld of een andere feitelijkheid iemand dwingt tot het ondergaan van handelingen die bestaan uit of mede bestaan uit het seksueel binnendringen van het lichaam, wordt als schuldig aan verkrachting gestraft met gevangenisstraf van ten hoogste twaalf jaren of geldboete van de vijfde categorie.